# Ewodiusz
Ewodiusz – zlatynizowane imię męskie pochodzenia greckiego, złożone z członów eu- ("dobry") i hodos- ("droga"), i oznaczające "człowiek dobrej drogi, mający powodzenie". Kościół katolicki notuje sześciu świętych o tym imieniu.
Żeńskim odpowiednikiem jest Ewodia.
Ewodiusz imieniny obchodzi 25 kwietnia, 6 maja i 8 października.
Zobacz też:
- Ewodiusz (biskup Antiochii) – święty katolicki i prawosławny